# Марьино (Ногинский район)
Марьино (Марьино 1-е) — деревня в Ногинском районе Московской области России, входит в состав городского поселения Электроугли.

## Население
| 1852 | 1859 | 1869 | 1890 | 1926 | 2010 |
| ---- | ---- | ---- | ---- | ---- | ---- |
| 110  | ↘98  | ↗124 | ↘53  | ↗178 | ↗359 |

## География
Деревня Марьино расположена на востоке Московской области, в юго-западной части Ногинского района, примерно в 26 км к востоку от Московской кольцевой автодороги и 21 км к юго-западу от центра города Ногинска.
В 2,5 км севернее деревни проходят Носовихинское шоссе и пути Горьковского направления Московской железной дороги, в 7 км к югу — Егорьевское шоссе Р105 и пути Казанского направления Московской железной дороги, в 9 км к юго-востоку — Московское малое кольцо А107.
Ближайшие населённые пункты — город Электроугли, с которым деревня связана автобусным сообщением, деревня Булгаково и деревня Аксёново Раменского района.
В деревне 13 улиц — Берёзовая, Весенняя, Дубки, Каменская, Лесная Поляна, Майская, Марьинский Тупик, Рябиновая, Соколовка, Солнечная, Средняя, Цветочная и Центральная; микрорайон Дубки; приписано 4 садоводческих товарищества (СНТ).

## История
В середине XIX века деревня относилась ко 2-му стану Богородского уезда Московской губернии и принадлежала коллежскому асессору А. А. Королькову. В деревне было 17 дворов, крестьян 53 души мужского пола и 57 душ женского.
В «Списке населённых мест» 1862 года — владельческая деревня 2-го стана Богородского уезда Московской губернии по правую сторону железной Нижегородской дороги (от Москвы), в 20 верстах от уездного города и 23 верстах от становой квартиры, при колодце, с 13 дворами и 98 жителями (55 мужчин, 43 женщины).
По данным на 1869 год — деревня 2-го Каменского сельского общества Васильевской волости 2-го стана Богородского уезда с 18 дворами, 18 деревянными домами и 124 жителями (61 мужчина, 63 женщины). Количество земли составляло 104 десятины, в том числе 30 десятин пахотной, имелось 20 лошадей и 16 единиц рогатого скота.
В 1913 году — 39 дворов.
По материалам Всесоюзной переписи населения 1926 года — центр Марьинского сельсовета Васильевской волости Богородского уезда в 5 км от Кудиновского шоссе и 5 км от станции Кудиново Нижегородской железной дороги, проживало 178 жителей (81 мужчина, 97 женщин), насчитывалось 27 крестьянских хозяйств, имелась школа.
С 1929 года — населённый пункт Московской области в составе:
- Каменского сельсовета Богородского района (1929—1930)[17],
- Каменского сельсовета Ногинского района (1930—1935)[18],
- Исаковского сельсовета Ногинского района (1935—1954)[18].

Решением Московского областного комитета от 14 июня 1954 года № 539 деревня была передана в административное подчинение рабочему посёлку Электроугли.
Постановлением Правительства Российской Федерации от 8 августа 2009 года № 647 и Законом Московской области от 28 февраля 2005 года № 82/2005-ОЗ с изменениями, внесёнными в него 23 сентября 2010 года, вновь образована на территории городского поселения Электроугли Ногинского муниципального района Московской области.